# Emma Stevanin
Emma Stevanin (Monselice, 11 aprile 2002) è una rugbista a 15 italiana, mediano d'apertura del Valsugana.

## Biografia
Formatasi nelle giovanili del Badia, emigrò a Ferrara nel 2019 dopo la chiusura della sezione femminile del suo club di provenienza e, un anno più tardi, fu a Padova al Valsugana in pieno stop delle attività agonistiche di club per via della pandemia di COVID-19.
Esordì in campionato nel 2021 e fece parte della squadra laureatasi campione d'Italia a fine stagione.
Aggregata alla nazionale maggiore già in occasione del Sei Nazioni, debuttò a Nizza a settembre 2022 in un test match di preparazione alla Coppa del Mondo 2021 perso 0-21 contro la Francia, e fu in campo anche nel secondo incontro con lo stesso avversario, a Biella una settimana dopo, vinto 26-19.
Successivamente fu inclusa nella rosa selezionata per prendere parte alla competizione mondiale.
Campione d'Italia una seconda volta nel 2023, ha dato continuità al suo impegno in nazionale e nel 2025 è stata inserita nella lista delle convocate alla Coppa del Mondo in Inghilterra.

## Palmarès
- Campionati italiani: 2
Valsugana: 2021-22, 2022-23